# یادگار بزرگ‌مهر

صفحه نخست یادگار بزرگمهر

یادگار بزرگمهر یا پندنامهٔ بزرگمهر بُختگان کتاب و اندرزنامه‌ای است که از بزرگمهر بختگان، وزیر دانای انوشیروان به جای مانده‌ است. متن با مقدمه‌ای در معرفی بزرگمهر از زبان خود او آغاز می‌گردد که در آن می‌آورد که این رساله را به فرمان خسرو انوشیروان نگارش کرده و در گنج شاهی نهاده‌ است که بتواند موجب بهبود فرهنگ کسانی باشد که شایستگی پذیرش آن را دارند. سپس شرحی در بی‌دوامی امور گیتی و ثبات و دوام پارسایی و کارهای نیک می‌آورد و متذکر می‌شود که خود او پیوسته در پرداختن به پارسایی و پرهیز از گناه کوشا بوده‌ است. اندرزها به صورت پرسش و پاسخ است پرسش ها را نویسنده خود طرح می‌کند و خود به آن پاسخ می‌گوید. در این اندرزنامه فضائل و متشابهات آنها، به برادران دروغین مصطلح شده‌اند مثلاً رادی یا بخشندگی فضیلت است ولی اسراف که متشابه یا برادر دروغین آن است، رذیله به‌شمار می‌رود. بعضی از اندرزهای این مجموعه از نوع اندرزهای اخلاقی تجربی و بعضی از نوع اندرزهای دینی زرتشتی است و در آن‌ها اصطلاحات دینی زرتشتی به کار رفته‌ است. این اندرزنامه در دوران اسلامی نیز از شهرت و اهمیت برخوردار بوده‌ است. و ترجمهٔ بیشتر بخش‌های آن به عربی در جاودان خرد آمده‌ است. این اندرزنامه به فارسی ترجمه شده‌ است.
درونمایه این کتاب در حدود ۲۶۳ پند و اندرز است. با مقایسه متن یادگار بزرگمهر با گفتاری از شاهنامه فردوسی به نام «پند دادن بوزرجمهر نوشین‌روان را» می‌توان بدین نکته پی برد که این متن پهلوی یکی از منابع شاهنامه بوده و آن را فردوسی خود یا مهربانِ سرای او از پهلوی ترجمه کرده‌ است. اگرچه در همه جا و در همه واژه‌ها این دو متن تطبیق کامل ندارند ولی باز تقریباً همه اندرزها و مضمون‌ها (با اندک اختلافی) با همان نظم و ترتیب متن پهلوی در شاهنامه نیز آمده‌ است.
در ترجمه و نظم این متن پارسی میانه، بایستی فردوسی رنج فراوانی برده باشد زیرا در پایان این گفتار می‌گوید:
| سپاس از خداوند خورشید و ماه |  | که رَستم ز بوزرجمهر و ز شاه |
| چون این کار دلگیرت آمد به‌بُن |  | ز شطرنج باید که رانم سَخُن   |

یادگار بزرگمهر جزو متون پهلوی چاپ جاماسپ‌جی دستور مینوچهر جی جاماسپ-اسانا است.